# Pälsdjur
Ett pälsdjur är en levande organism med päls, det vill säga hår som täcker hela, eller stora delar av kroppen. Hundar och katter är exempel på pälsdjur. Alla pälsdjur är däggdjur. Även om de flesta däggdjur har någon grad av behåring, så avses med begreppet sådana däggdjur som har en kraftigare päls.